# 森長氏
森 長氏（もり ながうじ、永禄10年（1567年） - 天正10年6月2日（1582年6月21日））は、織田信長の小姓の一人。
森可成の五男で、森長可、森長定（乱、蘭丸）、森長隆（坊丸）らの弟。幼名の力丸（りきまる）の名で知られる。

## 略歴
兄の成利（長定）らと同様に織田信長に仕え、小々姓の一人であった。
天正10年（1582年）の本能寺の変に際し、信長に最後まで従って明智軍相手に奮戦したが、討ち死にした。享年15。
墓所は阿弥陀寺と大徳寺三玄院、可成寺（岐阜県可児市）などにある。法名は阿弥陀寺では花月宗泉信士、大徳寺で一渓宗榮禅定門、本源寺（森氏菩提寺）では法雲宗心信士とされている。

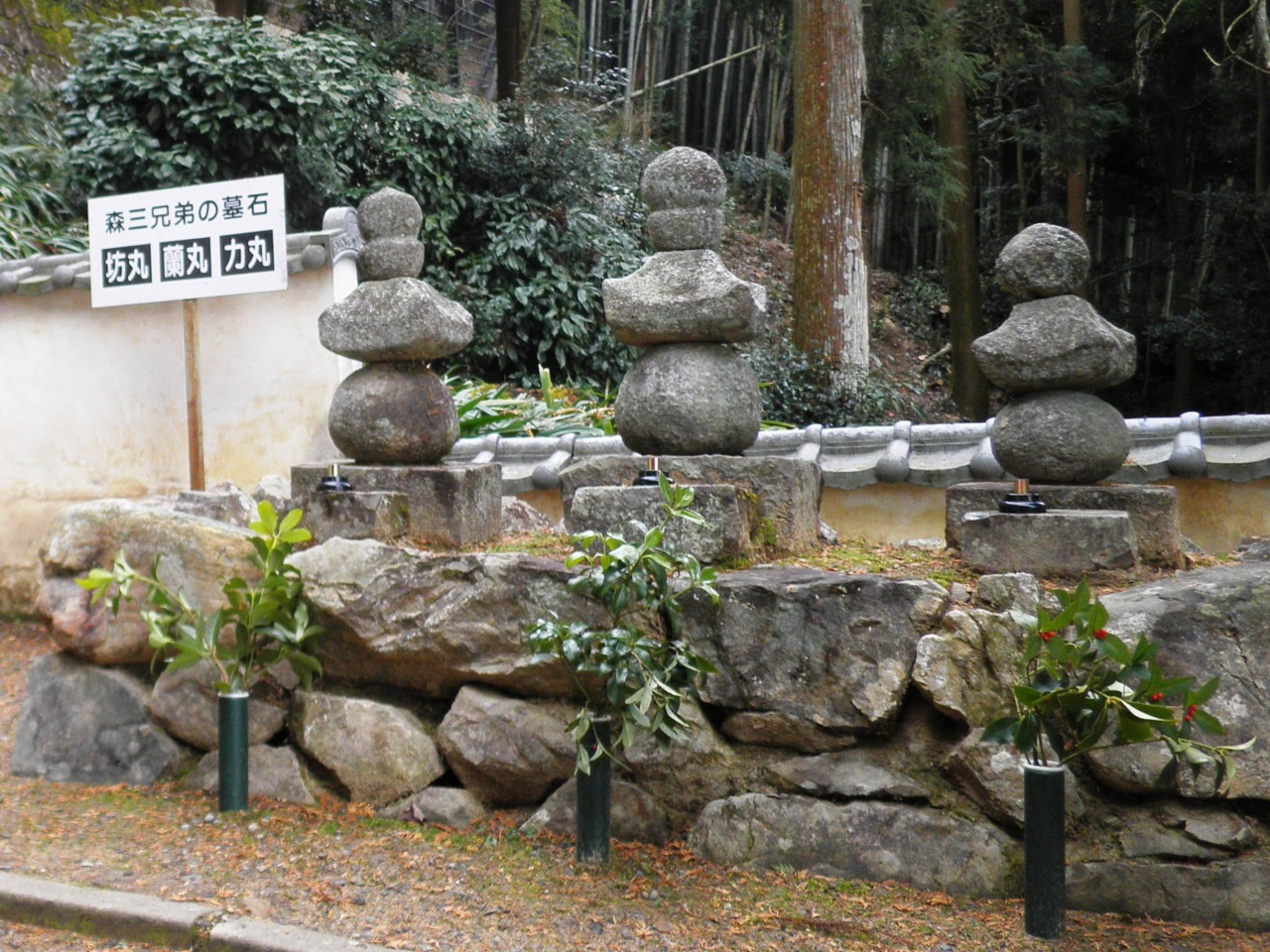
森蘭丸・坊丸・力丸の墓（可成寺）

## 登場する作品
- 『江～姫たちの戦国』（2011年、NHK大河ドラマ　演：阪本奨悟）
- 『本能寺から始める信長との天下統一』(常陸之介寛浩著  オーバーラップ文庫)